# Aleksander Gudzowaty

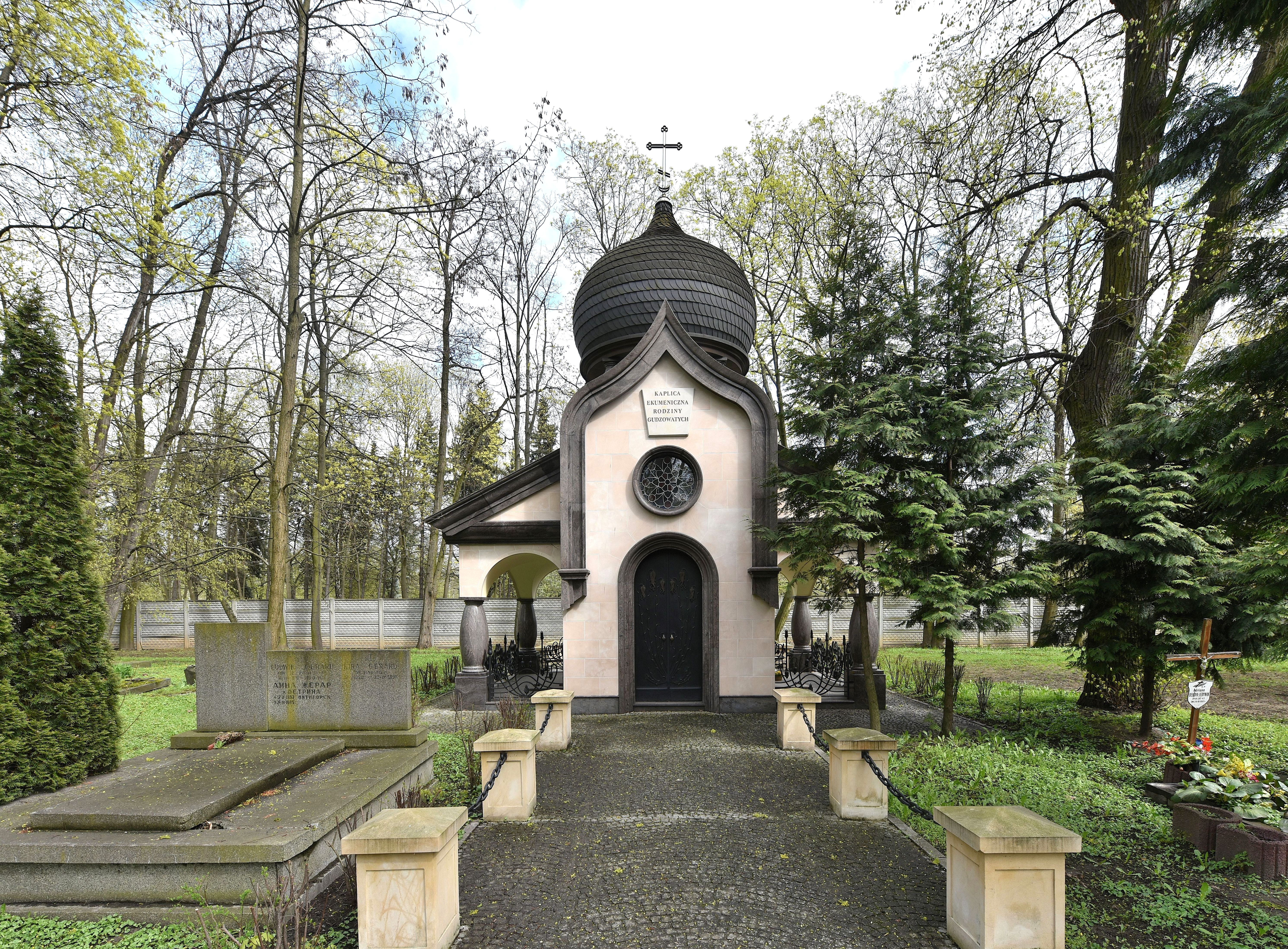
Kaplica ekumeniczna rodziny Gudzowatych na cmentarzu prawosławnym w Warszawie, w której został pochowany Aleksander Gudzowaty

Aleksander Gudzowaty (ur. 22 września 1938 w Łodzi, zm. 14 lutego 2013 w Warszawie) – polski przedsiębiorca, prezes Bartimpexu, jeden z najbogatszych Polaków przełomu XX i XXI wieku.

## Życiorys
Ukończył studia na Wydziale Handlu Zagranicznego Uniwersytetu Łódzkiego. W latach 1975–1979 był w Moskwie przedstawicielem dwóch polskich przedsiębiorstw handlu zagranicznego, które reprezentowały tam polski przemysł włókienniczy.
Na przełomie lat 80. i 90. XX wieku zajmował stanowisko dyrektora centrali handlu zagranicznego Kolmex. Po zwolnieniu z Kolmexu założył małą spółkę handlową Garo, którą później przekształcił w Bartimpex. Firma ta pozostała spółką rodzinną, w której Aleksander Gudzowaty zachował akcje uprzywilejowane, dające mu 64% głosów na walnym zgromadzeniu.
W 2008 z majątkiem 3,7 mld złotych notowany był na 9. miejscu listy stu najbogatszych Polaków tygodnika „Wprost” oraz na 56. miejscu listy stu najbogatszych ludzi Europy Środkowo-Wschodniej tego samego tygodnika. Do majątku doszedł w latach 90. XX wieku na handlu barterowym, kupując od rosyjskiego Gazpromu gaz ziemny dla Polskiego Górnictwa Naftowego i Gazownictwa w zamian za żywność i artykuły przemysłowe. Pod koniec lat 90. XX wieku wszedł w konflikt zarówno z ówczesnym rządem premiera Jerzego Buzka, jak i Gazpromem, którego nowy zarząd nie chciał respektować umów wynegocjowanych wcześniej i starał się usunąć jego firmę z rynku handlu gazem. W 2007 według doniesień mediów miał paść ofiarą gróźb pozbawienia życia, pojawiły się także informacje o rzekomej próbie uprowadzenia jego syna.
Był członkiem honorowym bractwa kurkowego.
Zmarł 14 lutego 2013. 16 lutego 2013, po nabożeństwie w kościele św. Anny w Zaborowie, został pochowany na cmentarzu prawosławnym w Warszawie.

## Życie prywatne
Aleksander Gudzowaty był synem Eliasza (1897–1970) i Aleksandry Gudzowatych, wyznania prawosławnego. Jego ojciec pochodził ze Lwowa, był nauczycielem języka włoskiego w szkole, a następnie robotnikiem w fabryce maszyn w Łodzi.
Z pierwszego małżeństwa Gudzowaty miał syna Tomasza Gudzowatego, znanego fotografa.
W lutym 2010 Aleksander Gudzowaty ożenił się po raz drugi z Danutą Korycką, z którą miał syna Michała Gudzowatego, urodzonego w 1997.